# 魯德尼基 (伊凡諾-法蘭科夫斯克州)
48°25′52″N 25°20′22″E / 48.43111°N 25.33944°E
魯德尼基（羅馬化：Rudnyky）是烏克蘭西部的村莊，隸屬伊萬諾-弗蘭科夫斯克州的科洛梅亞區。該村始建於1442年，面積3.5平方公里，2001年人口1,429，人口密度每平方公里408.3人。